# Partisans estonianos
Os Partisans da Estônia, também chamados de Irmãos da Floresta (em estoniano:  Metsavennad) eram partisans que se envolveram na guerra de guerrilha contra as forças soviéticas na Estônia de 1940 a 1941 e de 1944 a 1978.
Quando a União Soviética ocupou e anexou a Estônia em 1940, antigos civis, soldados e opositores reais e supostos ao Kremlin foram ameaçados de prisão e repressão. As pessoas procuraram refúgio na floresta após a deportação em massa em 14 de junho de 1941.
A maior organização dos Irmãos da Floresta foi a União de Combate Armado (RVL), que funcionou de 1946 a 1949. Os líderes mais importantes do RVL foram mortos no verão de 1949. Grandes batalhas entre os Irmãos da Floresta e as unidades da KGB terminaram na Estônia em 1953, embora pequenos conflitos tenham continuado até 1957.
Os últimos Irmãos da Floresta a serem presos foram Hugo e Aksel Mõttus, capturados no condado de Võru no verão de 1967. August Sabbe permaneceu foragido até 1978, quando foi morto no condado de Võru pela KGB ou se afogou ao tentar escapar deles. 

## História

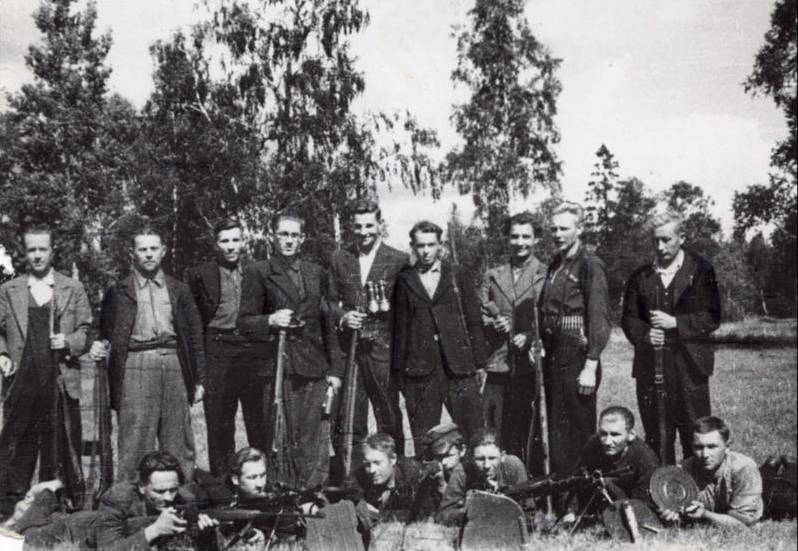
Um grupo de Irmãos da Floresta no norte da Estônia, 1941

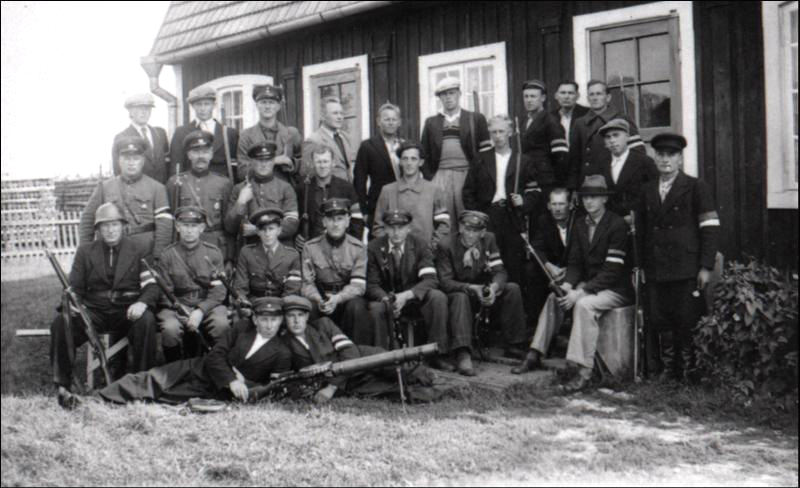
Destacamento "Guarda Doméstica" da Paróquia de Mõniste no dia da sua formação, 1 de agosto de 1941

A União Soviética ocupou e anexou a Estônia, a Letônia e a Lituânia em 1940. A partir de então, antigos estadistas e soldados esconderam-se nas florestas, pois de outra forma teriam sido executados ou deportados pelo novo regime. Muitos esconderam-se após a deportação em massa em junho de 1941.

### A Guerra do Verão
Quando eclodiu a guerra entre a Alemanha Nazista e a União Soviética, em 22 de junho de 1941, muitos estonianos fugiram para as florestas para ajudar na libertação da Estônia da ocupação soviética.   Durante a Guerra do Verão, os Irmãos da Floresta libertaram várias cidades e vilas na Estônia.  As maiores batalhas ocorreram em torno de Timmkanal, bem como em Tartu, onde os Irmãos da Floresta repeliram as forças soviéticas em 10 de julho de 1941. 

### Depois de 1944
Em 25 de novembro de 1944, o território da Estônia estava totalmente ocupado pelo Exército Vermelho. No outono daquele ano, milhares de soldados estonianos, ex-oficiais da Wehrmacht e membros da Omakaitse refugiaram-se na floresta. Ex-funcionários da administração soviética e pessoas que evitavam o recrutamento para o Exército Vermelho esconderam-se ao lado deles. 
Seus uniformes combinavam elementos dos uniformes do antigo exército estoniano, da Wehrmacht, e roupas civis. Eles estavam armados principalmente com armas de infantaria que os alemães deixaram para trás quando foram repelidos. Os grupos de Irmãos da Floresta eram compostos por cinco a dez pessoas, às quais estavam associadas várias dezenas de cúmplices da população local. 
O comando soviético e o governo da República Socialista Soviética da Estônia criaram forças para combater os movimentos de resistência clandestinos. A 5.ª Divisão de Infantaria das Tropas Internas do NKVD, estacionada na Letónia sob o comando do major-general Pyotr Leontiev, estendeu as suas operações à Estónia. Também foram formados batalhões de destruição da Estônia (composto por 5.300 homens).
Arnold Veimer recebeu uma petição do presidente do Conselho dos Comissários do Povo da RSS da Estónia para expulsar as famílias de "traidores da pátria, traidores e outros elementos hostis". Em agosto de 1945, 407 civis, a maioria deles de ascendência alemã, foram transferidos da Estônia para o Oblast de Perm. Outras 18 famílias (51 pessoas) foram transferidas para o Oblast de Tyumen em Outubro, 37 famílias (87 pessoas) em Novembro e 37 famílias (91 pessoas) em Dezembro. 
Em 1945, as tropas do NKVD e os batalhões de destruição mataram 432 combatentes pela liberdade da Estônia e prenderam 584 pessoas, incluindo 449 apoiantes dos guerrilheiros. Ao mesmo tempo, 56 policiais, soldados e oficiais das tropas do NKVD; 86 membros do esquadrão de caça; e 141 ativistas pró-soviéticos foram mortos. A guerra partidária anti-soviética na Estônia continuou até 1953. Até 30.000 pessoas juntaram-se aos Irmãos da Floresta. 

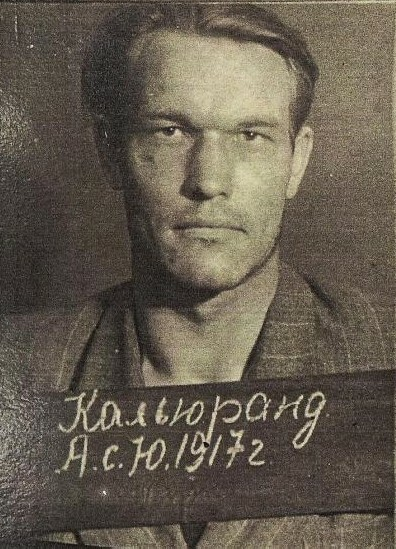
Mugshot de Ants Kaljurand

### Ants Kaljurand
O Irmão da Floresta Ants "O Terrível" Kaljurand serviu como líder local da RVL, uma organização partisan fundada por Endel Redlich. Kaljurand foi preso em 1949 e executado em março de 1951. 

### Irmãos da Floresta de Võrumaa
Os Irmãos da Floresta de Võrumaa foram enviados para destruir grandes unidades soviéticas da KGB, levando a várias batalhas entre as forças da KGB e os Irmãos da Floresta. Embora as perdas tenham sido suportadas por ambos os lados, a maioria das batalhas resultou em perdas maiores para as forças soviéticas. 

## Batalhas substanciais

### Batalha de Osula
A Batalha de Osula (estoniano: Osula lahing), ou Batalha de Määritsa, ocorreu na aldeia de Osula, em Sõmerpalu, de 31 de março a 1 de abril de 1946. A batalha entre os Irmãos da Floresta e as forças soviéticas da KGB na Fazenda Hendrik foi uma das maiores do condado. Sete Irmãos da Floresta, cinco homens e duas mulheres, participaram do noivado. O número exato de soldados da KGB envolvidos era desconhecido, mas cerca de 300 participaram. A batalha durou sete horas; perto do fim, os guerrilheiros ficaram sem munição e a casa pegou fogo. Dois Irmãos da Floresta foram mortos durante a batalha e os demais morreram no incêndio de uma casa. 

Uma carta foi encontrada na chaminé da fornalha da casa. Ele dizia:
"Povo Estônio! Hoje, no dia 1 de Abril de 1946, nós, os guerrilheiros estônios, lutamos contra os traidores do povo estônio. Resistimos cerca de 8 horas. Povo estônio, lute com a mesma firmeza pela liberdade e independência do povo estónio. Viva a Estônia livre e o povo estônio!"

### Batalha do Bunker de Saika

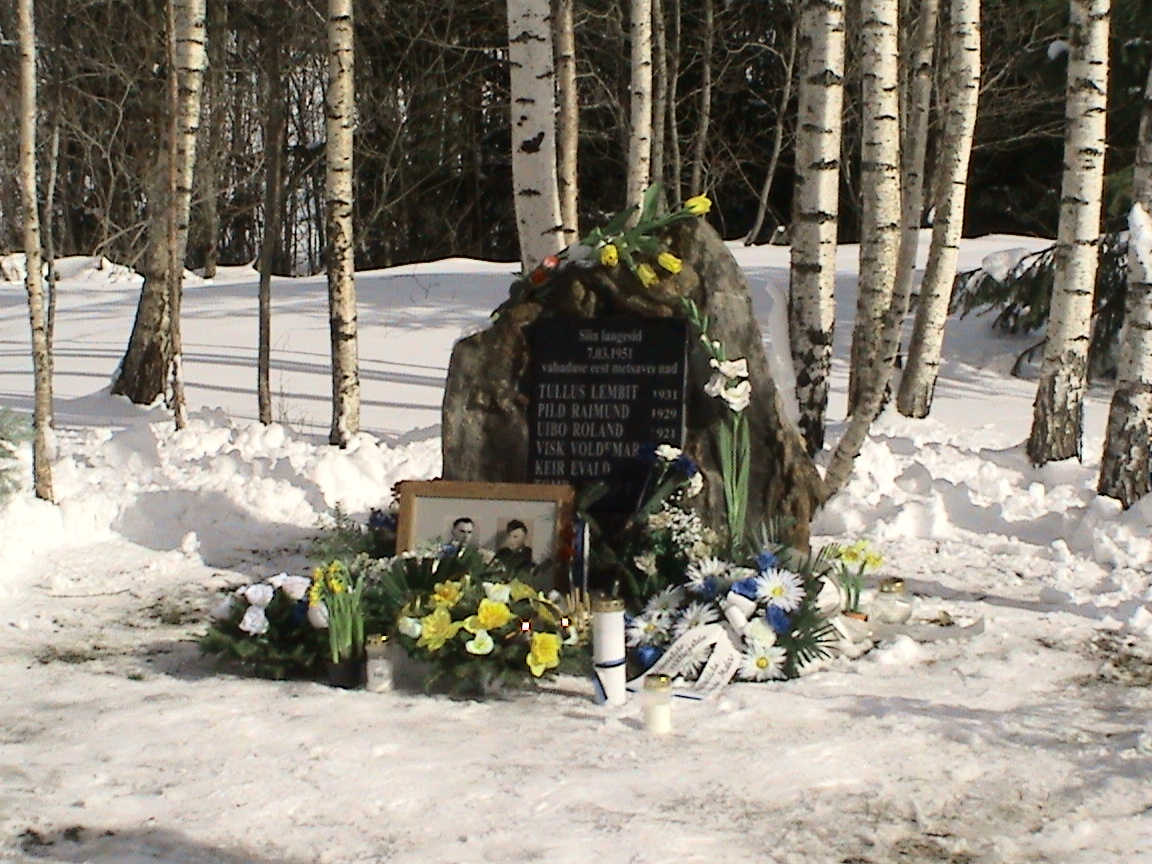
Memorial aos Irmãos da Floresta mortos durante a Batalha de Saika

A Batalha do Bunker de Saika (estoniano: Saika punkrilahing) ocorreu na floresta da vila em 7 de março de 1951.
Oito Irmãos da Floresta e um número desconhecido de guardas da KGB participaram da batalha. Foi o primeiro grande conflito entre os Irmãos da Floresta e as forças do MGB na região de Vastseliina. Os soldados do MGB vieram capturar o bunker de dois lados: da aldeia de Mauri em direção a Saika e da aldeia de Rebäse em direção a Saika. 
Por volta das 10 da manhã, tiros começaram e puderam ser ouvidos na floresta nas aldeias próximas. A batalha durou cerca de quatro horas. Cinco soldados do MGB foram mortos no combate, juntamente com seis Irmãos da Floresta. August Kuus e Richard Vähi, os dois guerrilheiros sobreviventes, morreram mais tarde em uma batalha de 1953 em Puutli. 
Uma pedra memorial foi inaugurada em 2007 para homenagear os seis Irmãos da Floresta que morreram no conflito. 

### Batalha de Puutlipalu
A Batalha de Puutlipalu (estoniano: Puutlipalu lahing) ocorreu em Puutli, condado de Võru, em 29 de março de 1953, quando oficiais da KGB invadiram um bunker ocupado pelos Forest Brothers às 9h. sou. O cerco durou quase três horas. Quando os Irmãos da Floresta foram feridos, dispararam as suas granadas para evitar que fossem utilizadas pelas forças da KGB. Oito irmãos da floresta, Richard Vähi, Karl Kaur, August Kuus, August Kurra, Leida Grünthal, Endel Leimann, Lehte-Kai Ojamäe e Ilse Vähi, foram mortos na batalha. 
Após a batalha, o bunker foi queimado pelos seguranças. Os corpos dos guerrilheiros mortos foram levados para identificação e enterrados na orla da floresta Ristimäe. 

## Consequências

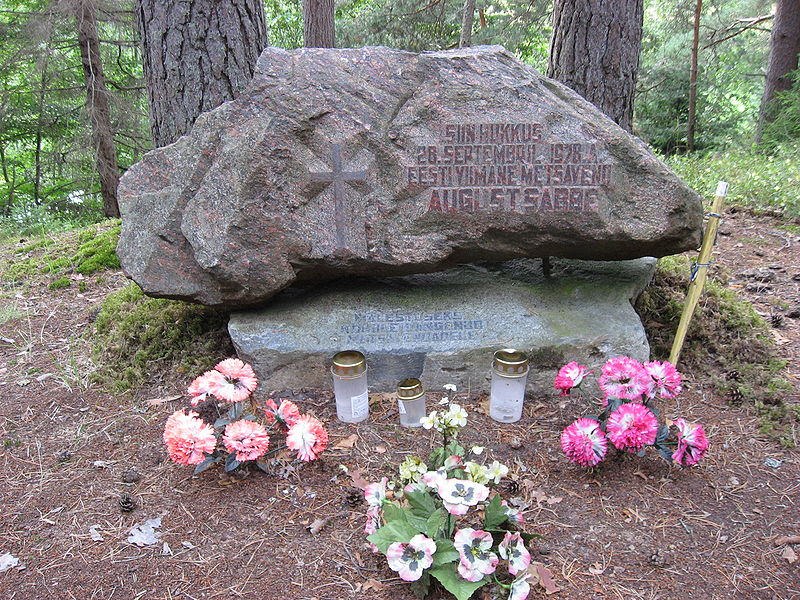
Monumento ao local da morte de August Sabbe, perto do rio Võhandu em Paidra, Estônia, 2008. Inscrição em estoniano: Aqui, em 28 de setembro de 1978, afogou-se o último soldado estoniano dos Irmãos da Floresta, August Sabbe

Eerik-Niiles Kross compilou uma lista de Irmãos da Floresta que morreram desde 1944. Contém 1.700 nomes, incluindo aqueles que morreram em cativeiro. O historiador Mart Laar afirma, com base em Kross, que houve mais de 2.200 mortes conhecidas.
O último guerrilheiro estoniano, August Sabbe, morreu em 27 de setembro de 1978, supostamente afogado em um rio após ser encontrado por oficiais da KGB enquanto pescava. O corpo de Sabbe foi encontrado debaixo de um tronco. 
Desde 1998, a Liga de Defesa da Estônia organiza a expedição Põrgupõhja, um evento desportivo militar anual nas florestas de Vana-Vigala e Eidapere, em homenagem aos guerrilheiros. 
Em 2019, foi criado um emprego no Museu da Guerra da Estônia para estudar os Irmãos da Floresta. 

## Na cultura popular
- O filme canadense Legendi loojad (Criadores da Lenda) sobre os Irmãos da Floresta da Estônia foi lançado em 1963. O filme foi financiado por doações de estonianos exilados. [17] [18]
- O documentário de 1997, We Lived for Estonia, conta a história dos Irmãos da Floresta da Estônia do ponto de vista de um dos seus participantes. [19]
- O filme estoniano de 2007, Sons of One Forest (estoniano: Ühe metsa pojad) segue a história de dois Irmãos da Floresta no sul da Estônia que lutam com um estoniano da Waffen-SS contra os soviéticos. [20]
- O romance Forest Brothers de 2013, de Geraint Roberts, segue um oficial da Marinha britânica que retorna à Estônia durante o conflito em curso entre a Alemanha e a União Soviética. Muitos personagens que o ajudaram no passado se escondem na floresta. [21]

## Estimativas
De acordo com historiadores que estudaram os guerrilheiros, havia entre 14.000 e 15.000 Irmãos da Floresta na Estónia após a Segunda Guerra Mundial,  juntamente com pessoas simplesmente escondidas na floresta. De acordo com um relatório apresentado pelo oficial soviético Oskar Borelli em junho de 1953, 1.495 membros dos Irmãos da Floresta e outras organizações de resistência foram mortos pelas forças da KGB entre 1944 e 1º de junho de 1953, e outros 9.870 foram presos (5.471 membros dos Irmãos da Floresta). e 1.114 membros da organização secreta, 1.212 cidadãos). 
Segundo fontes soviéticas, 891 pessoas morreram entre 1946 e 1956 como resultado dos Irmãos da Floresta, incluindo 447 ativistas soviéticos; 295 membros de batalhões de extermínio; 52 membros do NKVD, NKGB e MGB; e 47 militares. 